# Albert Dubeux
Albert Dubeux est un écrivain français né le 26 décembre 1894 à Paris et mort le 20 janvier 1979 à Châtenay-Malabry.

## Biographie
Après des études de droit et la fin de la guerre lors de laquelle, combattant au sein du 269ème régiment d'infanterie, il fut blessé, Albert Dubeux se lance dans une carrière littéraire. Ses premières œuvres sont des pastiches parues dans Le Crapouillot ainsi qu'une co-traduction avec André Gavoty du Philoctète de Sophocle. Puis, il écrit des essais (Les Maîtres de la peur, Les traductions françaises de Shakespeare, L'Almanach de la Comédie française, Acteurs, Roland Dorgelès...) qui lui valent le Prix Bergson décerné par la société des gens de lettres.   
Albert Dubeux obtient également le « prix du Roman populaire » pour L'Homme aux deux cœurs, en 1937, et le prix Montyon de l'Académie française pour Julie Bartet, en 1939.

## Publications
- Roland Dorgelès, son œuvre : portrait et autographe, Éditions de la Nouvelle Critique Française, 1930
- Le Mariage de Lucien, roman sentimental, Ferenczi & fils, 1936
- Pour l'amour d'une femme, Ferenczi & fils, 1937
- Autour d'un héritage, roman sentimental, Ferenczi & fils, 1937
- Le Bel Amour de Geneviève, roman d'amour, Ferenczi & fils, 1937
- L'Homme aux deux cœurs, Éditions Tallandier, coll. Le Livre national, série rouge 2, Romans populaires no 35, 224 p. , 1938
- La Curieuse Vie de Georges Courteline, présentation de Roland Dorgelès, Éditions Gründ, 1949
- Pierre Fresnay, biographie, Calmann-Lévy, collection Masques et Visages, 1950